# Cyphonocerus sanguineus
Cyphonocerus sanguineus is een keversoort uit de familie glimwormen (Lampyridae). De wetenschappelijke naam van de soort is voor het eerst geldig gepubliceerd in 1911 door Pic.